# Ях'я Антіохійський
Ях'я́ Антіохі́йський (Jahjã Ibn Said Ibn Jahja Al-Antãki, бл. 980–1066) — арабський історик-хроніст, лікар.

## Біографічні відомості
Ях'я Антіохійський походив з мельхітської родини з Єгипту, родич александрійського патріарха Євтихія. 1015 року Яхія Антіохійський подався до Антіохії (Сирії) і продовжив «Всесвітню історію» Євтихія, важливе джерело до історії Фатімідів у Сирії й Єгипті, але також для історії Візантії й християнської церкви. Його повідомлення про хрещення Русі є найстаршим арабським джерелом про цю подію, яке пов'язує хрещення князя Володимира Великого з повстанням Бардаса Фока. Докладні дані Ях'ї Антіохійського про хрещення Русі є одним з найважливіших джерел про цю важливу подію в історії України. Твір Ях'ї Антіохійського видав А. Розен: «Император Василий Болгаробойца. Извлечения из летописи Яхьи Антиохийского» (1883, перевидано 1972). Також надрукований у «Patrologia Orientalis», т. 18, 23, 1924, 1932 — арабський і французький тексти.